# Municipio Montes
Montes es uno de los 15 municipios del Estado Sucre, Venezuela. Está ubicado al suroeste de ese Estado, tiene una superficie de 1080 km² y una población (censo 2011) de 69 756 habitantes. Su capital es Cumanacoa. Entre los principales centros poblados se encuentran Arenas, Aricagua, Cocollar, Las Piedras de Cocollar , San Fernando y San Lorenzo.
La principal actividad económica es la agricultura, con especial énfasis en la producción de caña de azúcar, café y el cultivo de hortalizas.
Es el único municipio del estado Sucre que no limita con el Mar Caribe o el Océano Atlántico..

## Historia
La fundación de Cumanacoa en sus inicios se hace muy complicada ya que en diversas ocasiones la Provincia de Nueva Andalucía y Paria así como la de Nueva Barcelona, intentaron fundar una colonia en la comarca pero estuvieron supeditadas a numerosos cambios. Dentro de los datos históricos que se conocen, en primer lugar aparece como fundador el capitán Pedro García Camacho, que en 1585 estuvo en el valle de Cumanacoa, y por orden del gobernador de la Provincia de Nueva Andalucía y Paria. Pedro Pérez de Almazán, al parecer materializaba la primera fundación que no se pudo materializar, debido a los conflictos con los indígenas de la comarca, que acabaron con los vestigios de los primeros pobladores colonos y los misioneros.
En 1639, otra vez aparece el Valle de Cumanacoa en conflictos, ya que el conocido conquistador Juan de Urpín, incorpora Cumanacoa al territorio de su efímera Gobernación de Nueva Barcelona y obtiene autorización para fundar allí una colonia. El 18 de febrero de 1643 fundaba la colonia y le daba el nombre de Santa María de Cumanacoa. Tiempo más tarde la tribu Cumanagoto toma la colonia y la desaparece sin dejar rastro de ella.

### Último intento
En el Año 1700 por mandato de su Majestad Felipe V envía al Capitán Pedro Antonio Arias y González Manso a resolver el conflicto del Valle. Se inicia una lucha armada con la tribu indígena Cumanagotos, que mantenían el control del Valle. Posicionando su navíos en Carúpano, se inició el Asedio hasta el Valle de Cumanacoa, un conflicto que duró dos años que acabó por restablecer el orden y la recuperación de todas las tierras por parte del Imperio Español, con la rendición de las tribus indígenas de la comarca y en especial los Cumanagoto, la comarca del Valle queda bajo el control del Capitán Pedro Antonio Arias y González Manso . El Rey Felipe V complacido por este servicio al Imperio Español le envía órdenes Reales para que se establezca en el Valle de forma permanente con poderes especiales de Gobernabilidad, Justicia y Comercio y sea un territorio que no se encuentre sujeto al Gobernador de la Provincia de Nueva Andalucía y Nueva Barcelona así como su nombramiento como Señorío de San Baltazar de los Arias. En 1705 El Capitán Pedro Antonio Arias y González Manso funda la comarca del Valle con el nombre San Baltasar de los Arias que definitivamente se conservará hasta los días de mandato de la dictadura del General Juan Vicente Gómez. Esta Jurisdicción fue Gobernada ininterrumpidamente por la descendencia del Capitán Pedro Antonio Arias y González Manso durante 230 años.  La descendencia que Gobernó esta ciudad fue el General Pedro Antonio Arias y Ruiz, General José Felipe Arias, General José Manuel Arias y Parejo y el General José Rafael Arias de la Rosa. En el año 1900 el presidente de Venezuela Cipriano Castro cambia el nombre del valle de San Baltazar de los Arias a Cumanacoa, la cual seguía Gobernada por el General José Rafael Arias de la Rosa nombrado por el General Juan Vicente Gómez que gobierna bajo su mandato hasta el año 1935, cuando Cumanacoa abandona el caudillismo para convertirse en una ciudad libre.

## Geografía
Es un área predominantemente montañosa, compuesta por rocas sedimentarias como areniscas, arcillas, calizas y lutitas. En la parte sur del municipio se encuentra la serranía de Turimiquire, donde se ubica el punto más alto del Estado Sucre: el cerro La Virgen, que se eleva a 2600 metros. En el centro y norte del municipio se localiza la fosa tectónica de Cumanacoa, que forma un valle por donde recorre el río Manzanares.

### Clima
La temperatura promedio es de unos 20 °C. En las zonas con elevaciones inferiores a los 1500 metros, el clima es cálido subhúmedo, con temperaturas que varían entre los 21 °C y los 27 °C, y precipitaciones anuales entre los 900 y 1500 mm. En las áreas situadas entre los 1500 y 2500 metros de altitud, se presenta un clima templado húmedo tropical de altura, con temperaturas promedio de 15 °C y precipitaciones anuales de 2000 mm. En la zona sur, por encima de los 2500 metros, el clima es templado húmedo tropical de altura nublado, con una temperatura promedio de 12 °C y precipitaciones de 1700 mm.

### Vegetación
La vegetación predominante es de bosque caducifolio. A medida que aumenta la altitud, el bosque se transforma en semicaducifolio, y en las zonas más elevadas se encuentran gramíneas y campos de musgos. Desde 1975, el macizo montañoso del Turimiquire, ubicado al sur del municipio, fue declarado zona protectora.

### Parroquias
- Parroquia Cumanacoa
- Parroquia Arenas
- Parroquia Aricagua
- Parroquia Cocollar
- Parroquia San Fernando
- Parroquia San Lorenzo

## Política y gobierno

### Regidores y Jefes de Gobierno
| Periodo   | Jefe de Gobierno                             | Título Noble                       | Jurisdicción           |
| --------- | -------------------------------------------- | ---------------------------------- | ---------------------- |
| 1705-1750 | Capitán Pedro Antonio Arias y González Manso | Señor de San Baltazar de los Arias | Imperio Español        |
| 1750-1802 | General Pedro Antonio Arias y Ruiz           | Señor de San Baltazar de los Arias | Imperio Español        |
| 1802-1820 | General José Felipe Arias y Román            | Señor de San Baltazar de los Arias | Imperio Español        |
| 1820-1879 | General José Manuel Arias y Parejo           | Señor de San Baltazar de los Arias | República de Venezuela |
| 1879-1935 | General José Rafael Arias de la Rosa         | Señor de San Baltazar de los Arias | República de Venezuela |

### Alcaldes
| Período     | Alcalde                | Partido político / Alianza | % de votos | Notas |
| ----------- | ---------------------- | -------------------------- | ---------- | --- |
| 1989 - 1992 | Diego Antonio Barrios  | AD                         | 46,04      | Primer alcalde bajo elecciones directas |
| 1992 - 1995 | Frank Martell          | COPEI                      | 36,00      | Segundo alcalde bajo elecciones directas |
| 1995 - 2000 | Luis Gervasio González | AD                         | -          | Tercer alcalde bajo elecciones directas (se realizaron elecciones generales adelantadas en el 2000 debido a la aprobación de la Constitución de 1999) |
| 2000 - 2004 | Luis Gervasio González | AD                         | 34,82      | Reelecto |
| 2004 - 2008 | Rafael Barrios         | MVR                        | 51,50      | Cuarto alcalde bajo elecciones directas |
| 2008 - 2013 | Rafael Barrios         | PSUV                       | 47,04      | Reelecto (se postergan 1 año las elecciones municipales pautadas para finales del 2012)                                                               |
| 2013 - 2017 | Jesús Aníbal Velásquez | PSUV                       | 48,75      | Quinto alcalde bajo elecciones directas |
| 2017 - 2021 | Eustorgio Bello        | PSUV                       | 80,40      | Sexto alcalde bajo elecciones directas |
| 2021 - 2025 | Eustorgio Bello        | PSUV                       | 48,48      | Reelecto |

### Concejo municipal
Período 2021 - 2025
| Concejales          | Partido político / Alianza |
| ------------------- | -------------------------- |
| Jose Bruzual        | PSUV                       |
| Juan Padron         | PSUV                       |
| Dariannys Diaz      | PSUV                       |
| Jose Sanchez        | PSUV                       |
| Marianny Villarroel | PSUV                       |
| Ricardo Ramirez     | VP                         |
| Jose Perez          | SPV                        |